# Thinouia
Thinouia je biljni rod iz porodice sapindovki, dio je tribusa Paullinieae. Jedanaest vrsta (lijane) raste po Srednjoj i Južnoj Americi.
Rod je opisan 1862.

## Vrste
1. Thinouia compressa Radlk.
2. Thinouia mucronata Radlk.
3. Thinouia myriantha Triana & Planch.
4. Thinouia obliqua Radlk.
5. Thinouia paraguaiensis (Britton) Radlk.
6. Thinouia restingae Ferrucci & Somner
7. Thinouia scandens (Cambess.) Triana & Planch.
8. Thinouia ternata Radlk.
9. Thinouia tomocarpa Standl.
10. Thinouia trifoliolata (Radlk.) Acev.-Rodr. & Ferrucci
11. Thinouia ventricosa Radlk.

## Sinonimi
- Allosanthus Radlk.